# Ravíja Saúd al-Busaidi
Dr. Ravíja Saúd al-Busaidi (arabsky راوية بنت سعود البوسعيدية‎ anglicky Rawya Saud Al Busaidi) je ománská politička a ministryně vysokého školství. Jmenováním do funkce v březnu 2004 se stala první ženou na pozici ministra v ománské historii. V úřadu nahradila Dr. Jahíju íbn Mahfouze al-Mantheriho. Dříve působila jako zástupce ministra na stejném ministerstvu.